# Cantoras do Rádio
Cantoras do Rádio é um documentário brasileiro de 2009 dirigido por Gil Baroni. O filme tem como ponto de partida o registro do show "Estão Voltando as Flores", de 2005, em que as cantoras Carmélia Alves, Carminha Mascarenhas, Violeta Cavalcanti e Ellen de Lima fazem uma homenagem à era de ouro do rádio, entre as décadas de 30 e 50.

## Sinopse
O documentário se concentra nos depoimentos dado por Carmélia Alves, Carminha Mascarenhas, Violeta Cavalcanti e Ellen de Lima que falam sobre as histórias de suas vidas e também contam alguns “causos” da época em que eram soberanas nas rádios e nos palcos. Além disso, “Cantoras do Rádio” traz relatos de Ricardo Cravo Albin e Chico Anysio entre outros admiradores desse fundamental e marcante período da música brasileira e oferece um breve painel biográfico de outras artistas importantes do movimento: Carmem Miranda, Aracy de Almeida, Aurora Miranda, Dalva de Oliveira, Dolores Duran, Elizeth Cardoso, Linda e Dircinha Batista, Isaura Garcia e Nora Ney.